# Liste der grönländischen Landwirtschaftsminister
Die Liste der grönländischen Landwirtschaftsminister listet alle grönländischen Landwirtschaftsminister.
Ein Landwirtschaftsminister wurde erstmals 1992 explizit ernannt.
| Antritt            | Abgang             | Minister                      | Leben                | Partei               | Regierung                     | evtl. übergeordnetes Ministerium |
| ------------------ | ------------------ | ----------------------------- | -------------------- | -------------------- | ----------------------------- | -------------------------------- |
| 19. Mai 1992       | 4. April 1995      | Hans Iversen                  | * 1940               | Siumut               | Johansen I                    |                                  |
| 4. April 1995      | 21. Februar 1999   | Paaviaaraq Heilmann           | * 1958               | Inuit Ataqatigiit    | Johansen II, Motzfeldt VI     |                                  |
| 21. Februar 1999   | 24. September 2001 | Simon Olsen                   | 1938–2013            | Siumut               | Motzfeldt VII                 | Erwerb                           |
| 24. September 2001 | 14. Dezember 2002  | Zuständigkeit unklar          | Zuständigkeit unklar | Zuständigkeit unklar | Motzfeldt VII, VIII           | Zuständigkeit unklar             |
| 14. Dezember 2002  | 9. November 2004   | Simon Olsen                   | 1938–2013            | Siumut               | Enoksen I, II, III            |                                  |
| 9. November 2004   | 23. August 2005    | Rasmus Frederiksen            | * 1971               | Siumut               | Enoksen III                   | Fischerei und Jagd               |
| 23. August 2005    | 1. Dezember 2005   | Hans Enoksen (interim)        | * 1956               | Siumut               | Enoksen III                   | Fischerei und Jagd               |
| 1. Dezember 2005   | 15. November 2006  | Siverth K. Heilmann           | * 1953               | Atassut              | Enoksen IV                    |                                  |
| 15. November 2006  | 12. Juni 2009      | Finn Karlsen                  | * 1952               | Atassut              | Enoksen IV                    |                                  |
| 12. Juni 2009      | 5. April 2013      | Ane Hansen                    | * 1961               | Inuit Ataqatigiit    | Kleist                        |                                  |
| 5. April 2013      | 6. Januar 2014     | Karl Lyberth                  | * 1959               | Siumut               | Hammond I, II                 |                                  |
| 6. Januar 2014     | 27. Januar 2014    | Aleqa Hammond (interim)       | * 1965               | Siumut               | Hammond II                    |                                  |
| 27. Januar 2014    | 12. Dezember 2014  | Finn Karlsen                  | * 1952               | Siumut               | Hammond II, Kielsen (interim) |                                  |
| 12. Dezember 2014  | 23. Mai 2016       | Karl-Kristian Kruse           | * 1974               | Siumut               | Kielsen I                     |                                  |
| 23. Mai 2016       | 27. Oktober 2016   | Nikolaj Jeremiassen           | * 1961               | Siumut               | Kielsen I                     |                                  |
| 27. Oktober 2016   | 31. August 2017    | Suka K. Frederiksen           | 1965–2020            | Siumut               | Kielsen II                    |                                  |
| 31. August 2017    | 27. November 2017  | Karl-Kristian Kruse (interim) | * 1974               | Siumut               | Kielsen II                    |                                  |
| 27. November 2017  | 15. Mai 2018       | Suka K. Frederiksen           | 1965–2020            | Siumut               | Kielsen II                    |                                  |
| 15. Mai 2018       | 5. Oktober 2018    | Erik Jensen                   | * 1975               | Siumut               | Kielsen III                   |                                  |
| 5. Oktober 2018    | 9. April 2019      | Nikolaj Jeremiassen           | * 1961               | Siumut               | Kielsen IV                    |                                  |
| 9. April 2019      | 10. April 2019     | Erik Jensen (interim)         | * 1975               | Siumut               | Kielsen V                     |                                  |
| 10. April 2019     | 23. April 2021     | Jens Immanuelsen              | * 1960               | Siumut               | Kielsen V, VI                 |                                  |
| 23. April 2021     | amtierend          | Kalistat Lund                 | * 1959               | Inuit Ataqatigiit    | Egede I, II                   |                                  |